# Henrique Randow
 Henrique Zech Coelho Von Randow (Belo Horizonte, 5 de abril de 1978) é um voleibolista indoor brasileiro, atuante na posição Central, com marca de 337 cm de alcance no ataque e 320 cm no bloqueio,com histórico profissional em clubes brasileiros e também no exterior; traz em seu currículo de títulos e resultados importantes nos mesmos, como vice-campeonato sul-americano de clubes de 2013, a medalha de bronze na edição de 2014, além de  possuir conquistas pela Seleção Brasileira, foi ouro no Campeonato Sul-Americano e  prata na Copa dos Campeões, ambas competições em 2001, e sagrou-se medalhista de ouro no Campeonato Mundial de 2002 na Argentina, além disso foi tetracampeão e vice-campeão em edições da Liga Mundial.Ele é o maior bloqueador da História da Superliga.

## Carreira
Henrique é de uma família com tradição no vôlei, esporte praticado pelo avô Paulo de Souza Coelho, e os tios maternos Sérgio Bruno, Luiz Eymard, Hélder, Carlos Rogério, e Eduardo, os cinco tendo jogado pela seleção e o último também atando no vôlei de praia. Além de Henrique, a continuidade a tradição de sua família também é seguida por seu primo o levantador Luizinho.
Ele ao passar pela sala de troféus do Minas observava sempre fotografias do seu tio Hélder, ídolo no clube, desde a infância acompanhava seus treinos no clube, sonhava em um dia em ser como ele e em 1986 , com 8 anos de idade começa a praticar o voleibol  no Minas Tênis Clube e em pouco tempo já integrava  a categoria de base por incentivo de Hélder.
Atuando pelo Telemig Celular/Minas conquistou de forma consecutiva o tricampeonato da Superliga Brasileira A nas temporadas 1999-00, 2000-01 e 2001-02 e tetracampeão mineiro nos anos de 1999, 2000, 2001 e 2002.Por duas temporadas consecutivas foi eleito melhor bloqueador da Superliga,  edições 2000-01 e 2001-02.Na edição 2002-03 terminou em quinto lugar.
Estreou na seleção em 2000 e também recebeu convocação para seleção brasileira  em 2001 para disputar sua primeira edição da Liga Mundial de Voleibol e conquistou seu primeiro ouro nesta edição realizada na Polônia, no mesmo ano,  também disputou pela seleção  a Copa América, obtendo o ouro, como também conquistou o  do Torneio Consorzio Metano di Vallecamonica, disputado na Itália, em prepara para  a edição do Campeonato Sul-Americano  sediado na Colômbia quando conquistou o título e qualificação para  Copa dos Campeões ocorrido também em 2001 e nesta competição conquistou a medalha de prata ao perder apenas para seleção cubana.
Ainda no de 2001 disputou pela Seleção Brasileira  a edição da Copa América, finalizando com a medalha de ouro, o  Torneio Sul-Americano Qualificatório Pré-Mundial  sediado na Venezuela, e de forma invicta conquista a qualificação para o Mundial de 2002  na Argentina .Em 2002 chega a mais uma fase final da Liga Mundial e desta vez as finais disputadas no Brasil, mas ficou com o vice-campeonato após perder a final desta edição para seleção russa . Nesse mesmo ano  foi convocado também para seleção que disputou o Campeonato Mundial  e com uma boa campanha na fase de grupos com apenas uma derrota para a equipe norte-americana; na final devolveu a derrota sofrida na liga mundial  de 2002 para os russos,  vencendo-os por 3x2, trazendo o título inédito.
Pelo Minas T.C ficou na  terceira posição da Superliga Brasileira A edição 2003-04.Pela seleção disputou a edição da Liga Mundial de 2003 conquistando o título na Espanha.Quando treinava com a equipe que disputaria os Jogos Pan-Americanos de 2003, foi o único que ficou de fora do grupo que disputou a fase final da conquista da Liga Mundial. Henrique foi cortado da lista pelo técnico Bernardo Rezende alegando problemas técnicos, sendo sua vaga preenchida por Gustavo Endres que se encontrava lesionado na conquista da Liga Mundial.
Integrou a Seleção Brasileira que disputou a edição da Liga Mundial disputada na Itália em 2004, e conquistou mais um ouro nesta competição. Às vésperas da Olimpíada de Atenas 2004, Henrique foi o último corte da equipe que disputaria os Jogos Olímpicos, por Bernardinho preferir Rodrigão, que jogava na mesma posição e demonstrava recuperação de uma lesão na perna. A seleção foi campeã olímpica e no pódio fizeram uma homenagem a Henrique, com o líbero Serginho exibindo a camisa número 5 do central, autografada por todos os campeões olímpicos. Henrique declarou-se emocionado: "Fiquei muito feliz com essa homenagem. Eu gostaria de estar com o grupo, mas estou muito feliz em saber que o grupo estava comigo. Me sinto campeão olímpico".
Transferiu-se para o voleibol italiano  na temporada 2004-05 Acqua&Sapone Icom Latina quando  por este clube atuou na Liga A1 Italiana  terminando na décima segunda posição.Continuou neste clube que utilizou o nome Benacquista Assicurazioni Latina repetindo o mesmo décimo segundo lugar da edição passada da |Liga A1 Italiana.Em 2005 volta a seleção e disputou a Liga Mundial e conquistou o título, seu tetracampeonato nesta competição.Retornou ao voleibol brasileiro para defender a Unisul/Nexxera/Tigre/Joinville na temporada 2006-07 e ao final da Superliga termina na quarta posição. A Cimed/Brasil Telecom/Florianópolis contra Henrique para temporada 2007-08 e na edição da Superliga deste período, contribuiu para seu novo clube chegasse a final novamente, mas desta vez  o time catarinense levou a melhor contra o Minas , conquistando seu primeiro título.
De volta ao Vivo/Minas conquistou o vice-campeonato do Campeonato Mineiro de 2008 chegou a mais uma final da Superliga e foi vice-campeão da temporada 2008-09. No ano de 2009 conquistou diversos títulos  e resultados expressivos pelo Vivo/Minas são eles: terceiro lugar no Desafio Globo Minas,terceiro lugar do Torneio de Florianópolis medalha de ouro do 1º Torneio de Vôlei Cidade de Juiz de Fora,  vice-campeonato mineiro, quarto lugar no Campeonato Sul-Americano de Clubes realizado em Florianópolis.
Nas competições de 2009-10 terminou apenas na sétima posição na edição da Superliga, melhorando de colocação na temporada 2010-11, quando terminou na quarta posição, além de ter ultrapassado a marca dos 500 pontos de bloqueio, sendo o maior bloqueador da História da Superliga. Na Superliga 2011-12 chegou aos playoffs  terminou na terceira colocação e  com 39 aces foi eleito o segundo melhor saque desta competição Em 2010 também obteve resultados importantes para o clube, como:  os vice-campeonatos mineiro e da 1ª Copa Cimed de Voleibol Cidade de Pouso Alegre e no ano de 2011 conquista novamente o vice-campeonato mineiro, sendo em 2012 o tetra vice-campeonato consecutivo e obteve a terceira posição no Torneio Top Four de Vôlei Masculino.
Após seis anos fora da seleção, foi em 2011 Henrique retorna a seleção, constou na pré-lista divulgada dos atletas que disputariam a Liga Mundial de 2011, onde o número de jogadores inscritos diminuiria de 25 para 20.
Em 2012 foi convocado para atuar na seleção e disputar a Liga Mundial deste ano, mas não disputou a fase final. Na jornada 2012-13 continuou no time de Belo Horizonte e disputou em 2013 o Sul-Americano de Clubes, quando ficou com o vice-campeonato e com o quarto lugar na Superliga 2012-13.Henrique é casado com a fisiculturista Úrsula e com esta tem um filho chamado Luca e atualmente  disputa sua sexta temporada consecutiva pelo Vivo/Minas.
Em 2014 atingiu a marca de 800 bloqueios e continua recordista nesse fundamento e também no saque com mais de 300 pontos marcados em Superligas.Esteve na campanha do Vivo/Minas que disputou o Campeonato Sul-Americano de Clubes de 2014, sediado em Belo Horizonte, ocasião que finalizou com a medalha de bronze.
No início da temporada 2015-16 estava sem clube e foi estudar, e atualmente reside nos Estados Unidos onde representa o Florida Wave Indoor Pro Volleyball.

## Títulos e resultados
- Torneio Sul-Americano Pré-Mundial:2001[17]
- Torneio Top Four:2012[32]
- Torneio Consorzio Metano di Vallecamonica:2001[11]
- Campeonato Sul-Americano de Clubes:2009[32]
- Superliga Brasileira-Série A:1999-00[13][27],2000-01[13][27],2001-02[13][27],2007-08[13][27]
- Superliga Brasileira-Série A:2008-09[27]
- Superliga Brasileira-Série A:2003-04[13],2011-12[27]
- Superliga Brasileira-Série A:2006-07[13], 2010-11[27]
- Campeonato Mineiro:1999,2000,2001,2002
- Campeonato Mineiro:2008[28], 2009[32],2010[32], 2011[32] 2012[32]
- Torneio Cidade Juiz de Fora:2009[32]
- Torneio de Florianópolis:2009[32]
- Copa Cimed:2010[32]

## Premiações Individuais
- Melhor Bloqueador da Superliga Brasileira A  de 2001-02[12]
- Melhor Bloqueador da Superliga Brasileira A  de 2000-01[12]
- 2º Melhor Sacador da Superliga Brasileira A  de 2011-12[27]